# Bederowiec
Bederowiec (niem. Bedersdorf) – część miasta Katowice, położona na terenie dzielnicy Osiedle Tysiąclecia, na granicy z Chorzowem (park Śląski). Powstała wzdłuż obecnej ulicy Chorzowskiej w latach 20. XIX wieku jako przysiółek Dębu, zaś w 1961 roku na jaj miejscu rozpoczęto budowę osiedla im. Tysiąclecia Państwa Polskiego.

## Historia

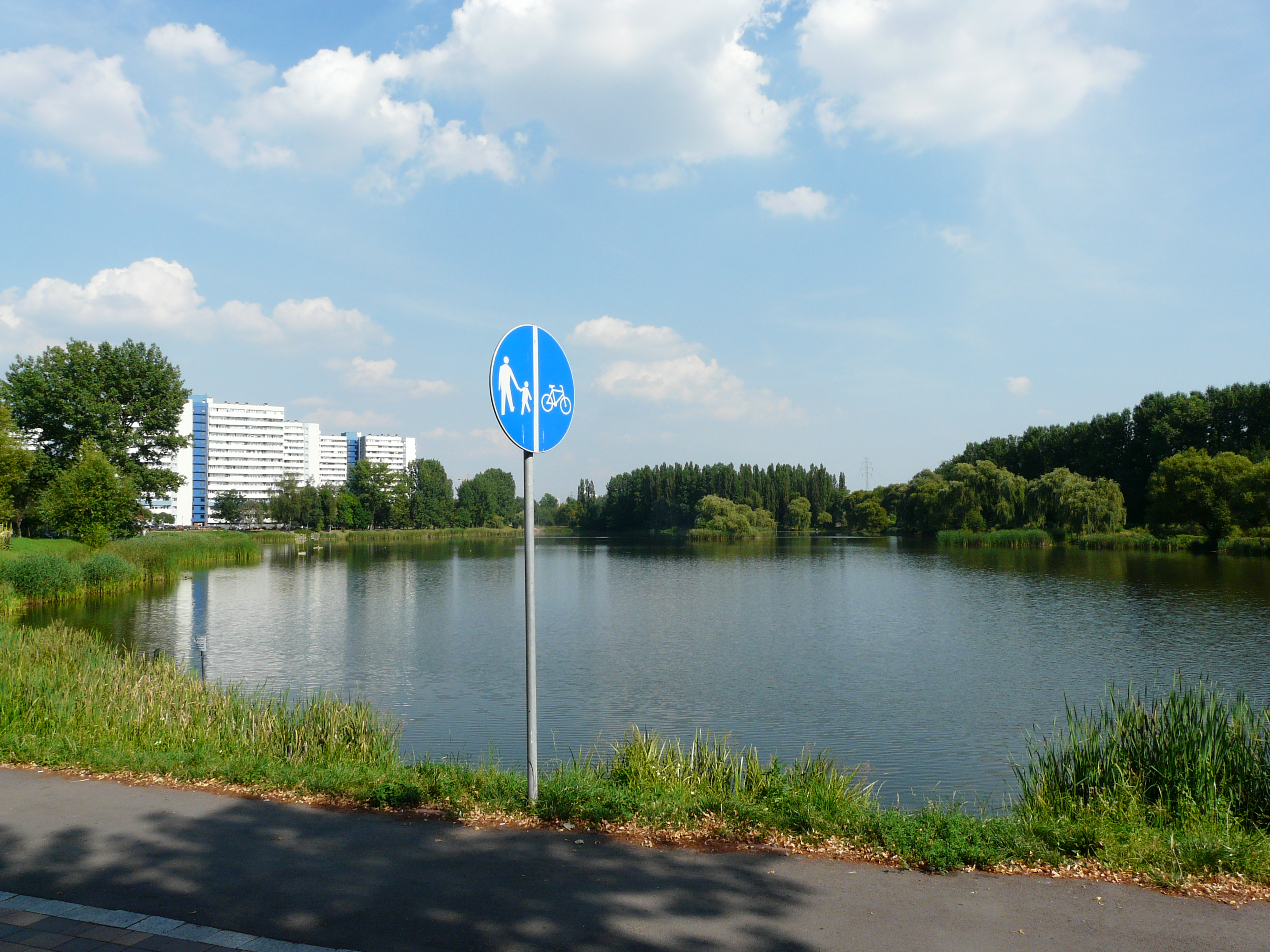
Fragment parku Bederowiec od strony zachodniej (staw Maroko)

Nazwa Bederowiec wywodzi się od nazwiska proboszcza parafii w Chorzowie (Starym) – ks. Józefa Bedera, który założył tę osadę na gruntach dóbr Chorzów-Dąb w latach 20. XIX wieku. Powstała ona wówczas jako przysiółek Dębu, po obu stronach drogi Katowice–Chorzów (obecna ulica Chorzowska), na terenach obecnego osiedla Tysiąclecia w Katowicach i parku Śląskiego w Chorzowie, na wysokości rzeźby „Żyrafa” przy wejściu do Śląskiego Ogrodu Zoologicznego . W 1825 roku Bederowiec zamieszkiwał 67 mieszkańców, w 1862 roku 165 osób, w 1871 roku 231, zaś dwa lata później 210 osób. Pod koniec XIX wieku znajdowały się tu stolarnia i młyn (napędzane silnikami parowymi). W grudniu 1885 roku osadę tę zamieszkiwało 247 osób. 
W 1924 osada została przyłączona wraz z Dębem do Katowic, a do tego czasu administracyjnie podlegała Królewskiej Hucie. W latach wielkiego kryzysu (1929–1933) na terenach Bederowca powstawały osiedla bezrobotnych złożone z prymitywnych lepianek i baraków. Zaniedbana, nieoświetlona i nieskanalizowana dzielnica była wtedy cynicznie określana jako „Maroko” lub „Egipt”. W 1934 roku miasto zaczęło w Bederowcu budować domy dla bezdomnych, na terenie wydzierżawionym od Skarbofermu. W 1950 roku Bederowiec oddał część swoich terenów pod budowę Wojewódzkiego Parku Kultury i Wypoczynku. 
W latach 50. XX wieku zdecydowano o budowie na obszarze Bederowca nowego osiedla mieszkaniowego. Przed wyburzeniem osady, w jego rejonie znajdował się szyb wentylacyjny „Bederowiec”, zespół baraków zwanych „Maroko” oraz pola uprawne i nieużytki. Ostatnie żniwa na terenie Bederowca odbyły się w 1960 roku , a rok później rozpoczęto budowę osiedla Tysiąclecia.

## Upamiętnienie i pozostałości

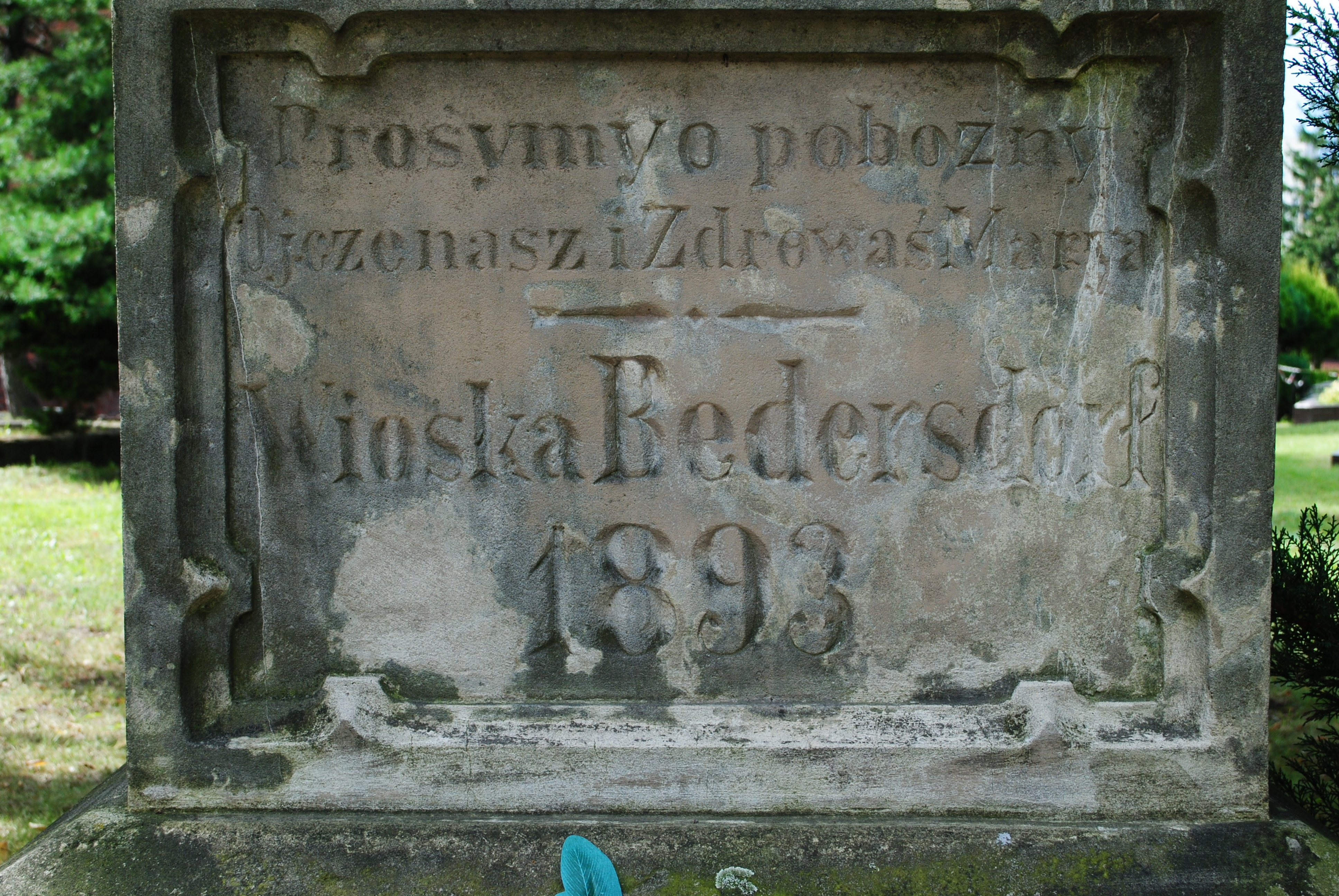
Inskrypcja na krzyżu przydrożnym stojącym obok kościoła Matki Boskiej Piekarskiej, na którym widnieje napis Wioska Bedersdorf

Nazwa Bederowiec jest na terenie Katowic upamiętniona poprzez nadane przez Radę Miasta Katowice: 28 listopada 2012 roku ulicę Bederowiecką, biegnącą od ulicy Brackiej w kierunku cmentarza i 19 grudnia 2012 roku park Bederowiec, obejmujący teren wokół stawu Maroko. Po Bederowcu pozostał również kamienny krzyż z tablicą znajdujący się w ogrodzie przy kościele Matki Boskiej Piekarskiej na osiedlu Tysiąclecia Górnym. Na tablicy widnieje następująca treść: Prosymy o pobożny Ojcze nasz i Zdrowaś Marya – Wioska Bedersdorf 1893 . 